# L'incognita perseguita
L'incognita perseguita és una òpera en tres actes composta per Niccolò Piccinni sobre un llibret italià de Giuseppe Petrosellini. S'estrenà al Teatro San Samuele de Venècia el carnaval de 1764.	

A Catalunya, s'estrenà el 1770 al Teatre de la Santa Creu de Barcelona.